# Swiss Orienteering
Swiss Orienteering ist der nationale Orientierungslaufdachverband der Schweiz. Er wurde 1978 als Schweizerischer Orientierungslauf-Verband (SOLV) gegründet und ist Mitglied des Internationalen Orientierungslaufverbandes (IOF).
Vor der Gründung des SOLV im Jahr 1978 in Windisch oblag der Schweizerischen Interessengemeinschaft der Orientierungslauf-Gruppen (SIOL) die Organisation des Orientierungssports in der Schweiz.

## Ausgetragene Veranstaltungen
Vor der Gründung des SOLV in der Schweiz ausgerichtete Meisterschaften sind kursiv dargestellt.
Orientierungslauf:
- Orientierungslauf-Europameisterschaften 1964 in Le Brassus, Kanton Waadt
- Orientierungslauf-Weltmeisterschaften 1981 in Thun, Kanton Bern
- Orientierungslauf-Weltmeisterschaften 2003 in Rapperswil-Jona, Kanton St. Gallen
- Junioren-Orientierungslauf-Weltmeisterschaften 2005 in Tenero, Kanton Tessin
- Veteranen-Orientierungslauf-Weltmeisterschaften 2010 im Kanton Neuenburg
- Orientierungslauf-Weltmeisterschaften 2012 in Lausanne, Kanton Waadt
- Junioren-Orientierungslauf-Weltmeisterschaften 2016 im Engadin, Kanton Graubünden
- FISU World University Championship Orienteering 2022[2] in Magglingen – Biel/Bienne, Kanton Bern
- World Orienteering Championships 2023 (WOC2023)[3] in Flims-Laax, Kanton Graubünden

Ski-Orientierungslauf:
- Junioren-Ski-Orientierungslauf-Weltmeisterschaften 2005 in S-chanf, Kanton Graubünden
- Veteranen-Ski-Orientierungslauf-Weltmeisterschaften 2005 in S-chanf, Kanton Graubünden
- Ski-Orientierungslauf-Europameisterschaften 2008 in S-chanf, Kanton Graubünden
- Veteranen-Ski-Orientierungslauf-Weltmeisterschaften 2008 in S-chanf, Kanton Graubünden
- Veteranen-Ski-Orientierungslauf-Weltmeisterschaften 2015